# Odón
Odón település Spanyolországban, Teruel tartományban. Odón El Pobo de Dueñas, Hombrados, Campillo de Dueñas, La Yunta, Used, Las Cuerlas, Bello, Torralba de los Sisones és Blancas községekkel határos. Lakosainak száma 197 fő (2024).

## Népesség
A település népessége az utóbbi években az alábbiak szerint változott:
| Lakosok száma | 266  | 259  | 242  | 221  | 229  | 237  | 217  | 206  | 214  | 197  |
|               | 2001 | 2004 | 2007 | 2009 | 2012 | 2014 | 2017 | 2019 | 2022 | 2024 |